# Highway to Hell
Highway to Hell — шостий студійний альбом австралійського хард-рок гурту AC/DC, що вийшов 1979 року. Оригінальна версія вийшла в Австралії на лейблі Albert Productions. Пізніше була видана міжнародна версія лейблом Atlantic Records (відрізняється тільки обкладинкою). У 2003 році альбом був перевиданий на лейблі Epic Records як частина серії AC/DC Remasters.
Цей альбом посів 197 сходинку у Списку 500 найкращих альбомів усіх часів за версією журналу Rolling Stone

## Про альбом
Безперечно найпопулярніший альбом AC/DC на момент випуску, Highway to Hell значно розширив коло слухачів групи і став трампліном перед запаморочливим злетом в наступному році з альбомом Back in Black. Це останній альбом групи за участю вокаліста Бона Скотта, який раптово помер у 1980 році.
Альбом було записано у лютому 1979 року в студії Criteria (Маямі, США) і в березні-квітні того ж року в студії Roundhouse (Лондон, Велика Британія).
Альбом став першою роботою групи, яка увійшла в першу сотню хіт-параду Billboard 200. Такі пісні, як «Highway to Hell», «Shot Down in Flames» та «If You Want Blood (You've Got It)» отримали успіх серед фанатів і стали регулярно виконуватися на концертах групи. Журнал Rolling Stone вніс альбом у Список 500 найкращих альбомів усіх часів. Даний альбом було продано в США тиражем 7 млн екземплярів і альбом отримав 7х платиновий статус. На даний момент альбом є другим по кількості продажів після Back in Black.
Highway to Hell є першим альбомом групи, який спродюсували не Гаррі Ванда і Джордж Янг. Спочатку для роботи над альбомом був запрошений Едді Крамер, проте він був звільнений до того, як запис альбому було закінчено Його замінив Роберт Джон «Матт» Ланг. Після успіху даного альбому він спродюсував два наступних альбому групи (Back in Black і For Those About to Rock We Salute You)
Пісні «Highway to Hell» і «If You Want Blood (You've Got It)» також увійшли в альбом AC/DC: Iron Man 2, який є саундтреком до фільму «Залізна людина 2».

## Список композицій
Всі пісні написані Ангусом Янгом, Малькольмом Янгом і Боном Скоттом
| Сторона А | Сторона А                 | Сторона А  |
| #         | Назва                     | Тривалість |
| --------- | ------------------------- | ---------- |
| 1.        | «Highway to Hell»         | 3:29       |
| 2.        | «Girls Got Rhythm»        | 3:24       |
| 3.        | «Walk All Over You»       | 5:11       |
| 4.        | «Touch Too Much»          | 4:28       |
| 5.        | «Beating Around the Bush» | 3:57       |

| Сторона Б | Сторона Б                           | Сторона Б  |
| #         | Назва                               | Тривалість |
| --------- | ----------------------------------- | ---------- |
| 1.        | «Shot Down in Flames»               | 3:23       |
| 2.        | «Get It Hot»                        | 2:35       |
| 3.        | «If You Want Blood (You've Got It)» | 4:38       |
| 4.        | «Love Hungry Man»                   | 4:18       |
| 5.        | «Night Prowler»                     | 6:18       |

## Музиканти
- Бон Скотт — вокал
- Анґус Янґ — електрогітара
- Малколм Янґ — ритм-гітара, бек-вокал
- Вільямс Кліфф  — бас-гітара, бек-вокал
- Філ Радд — барабани

## Позиції в чартах
| Рік  | Країна          | Чарт                                      | Позиція |
| ---- | --------------- | ----------------------------------------- | ------- |
| 1979 | Австралія       | Australian Kent Music Report Albums Chart | 13      |
| 2008 | Австралія       | Australian Albums Chart                   | 27      |
| 1979 | США             | Billboard 200                             | 17      |
| 1979 | Велика Британія | UK Albums Chart                           | 8       |
| 1979 | Швеція          | Sverigetopplistan                         | 24      |
| 1979 | Нідерланди      | Mega Album Top 100                        | 14      |
| 1981 | Нова Зеландія   | New Zealand Albums Chart                  | 46      |
| 2008 | Швейцарія       | Swiss Albums Chart                        | 57      |
| 2009 | Австралія       | Austrian Albums Chart                     | 38      |
| 2011 | Франція         | French Albums Chart                       | 156     |
| 2009 | Фінляндія       | Suomen virallinen lista                   | 37      |
| 1980 | Норвегія        | VG-lista                                  | 37      |
| 2007 | Іспанія         | Spanish Albums Chart                      | 67      |

## Продажі і сертифікація
| Країна          | Продажі   | Статус        |
| --------------- | --------- | ------------- |
| США             | 7,000,000 | 7х Платиновий |
| Велика Британія | 100,000   | Золотий       |
| Канада          | 200,000   | 2х Платиновий |